# Het lot van Charlotte
Het lot van Charlotte is het 30ste stripverhaal van De Kiekeboes. De reeks wordt getekend door striptekenaar Merho. Het was het eerste Kiekeboe-album dat in kleur verscheen.

## Plot
Het verhaal begint op het bedrijf "Papillon", een toiletpapierfabrikant. De directeur, W.C. Roll, legt aan een groep sollicitantes die deur aan deur toiletpapier zullen verkopen uit wat ze precies moeten doen. Een van de dames is Mevrouw Van Der Neffe die in gesprek raakt met ene Annie Bal. Annie rent echter terug naar het bedrijf omdat ze haar handtas is vergeten en hoort toevallig hoe W.C. Roll belt met ene Don Juan Casanova De Sade. Hierom wordt ze door W.C. Roll en Sthoel neergeslagen. Inmiddels wordt Charlotte door diverse gezins- en familieleden aan het werk gezet en in stressvolle situaties terechtgebracht. Op een bepaald moment knapt er iets in haar en vliegt ze uit tegen Marcel Kiekeboe. Ze pakt haar koffers en verlaat hem. Kiekeboe schrikt zich een hoedje en Konstantinopel moet erom huilen, ook al omdat de familie Van Der Neffe niet toestaat dat hun kinderen nog met hem spelen. Kiekeboe komt Charlotte op straat tegen waar ze als verkeersagente de kost verdient. Ze vertelt Kiekeboe dat ze voor een latrelatie met hem opteert, waar Kiekeboe mee instemt.
Moemoe trekt bij het gezin Kiekeboe in om gedurende Charlottes afwezigheid voor het huishouden te zorgen. Charlotte stapelt als verkeersagente echter verschillende blunders op, waardoor ze wordt overgeplaatst naar het kantoor om processen-verbaal te typen. Daar verneemt ze dat Alain Provist, de directeur van het uitzendbureau "Nu en Dan", bij de politie aangifte heeft gedaan over de verdwijning van Annie Bal. Er wordt besloten Charlotte undercover als toiletpapierverkoopster in de firma te laten infiltreren. Bij haar sollicitatie wordt Charlotte echter opgemerkt door Mevrouw Van Der Neffe die tegen Sthoel zegt dat Charlotte in feite voor de politie werkt. Sthoel schakelt hierom iemand in om haar te achtervolgen.
Fanny's nieuwe vriendje, Don Juan Casanova De Sade, is directeur bij de krant "De Scherpe Tong". In de loop van het verhaal begint Moemoe een relatie met hem tot woede van Fanny. De Sade staat echter kritisch tegenover W.C. Roll die plannen heeft om een soort distributiesysteem vergelijkbaar met kabeltelevisie op touw te zetten. Hierbij zou Rolls bedrijf via een ondergronds buizensysteem toiletpapier naar klanten kunnen doorsturen. Volgens De Sade zullen de publiciteitsbudgetten hierdoor doorvloeien naar televisie en toiletpapier in plaats van de geschreven pers.
Charlotte ontdekt na een bezoek aan Kiekeboe dat ze geschaduwd wordt en besluit de schaduwer zelf te volgen. Ze achtervolgt hem naar de firma "Papillon", waar Sthoel en zijn bendeleden van plan zijn De Sades drukkerij in brand te steken. Ze probeert Moemoe te bellen, maar wordt betrapt en neergeslagen voor ze haar kan bereiken. De volgende dag blijkt ze samen met Annie Bal opgesloten in een buitenhuisje op een eilandje midden in een meer. Ze weten echter te ontsnappen door aan de bewaker een sigaret te vragen, hiermee een vuurtje te stoken en vervolgens een busje haarlak op de vlammen te gooien. De deur ontploft en ze rennen naar buiten, waar ze met een hovercraft van het eiland wegvaren. Aan land weten ze Sthoels auto te stelen en tracht Charlotte de drukkerij van De Sade te bereiken om de man te waarschuwen. Charlotte komt op de drukkerij aan en weet dankzij Moemoe een gesprek met De Sade te regelen. De Sade blijkt net bezoek van W.C. Roll te hebben, maar dan komt de aap uit de mouw: de twee heren spelen onder één hoedje. Omdat W.C. Roll geld nodig voor de financiering van zijn betaal-toiletpapier besloot hij de bijna failliete drukkerij van De Sade te contacteren. De twee besloten De Sades drukkerij in brand te laten steken om zo het verzekeringsgeld op te strijken en dit in het project te investeren. De Sade zou dan later onder een valse naam een van hun vennoten worden. Net voordat de brand kan worden aangestoken daagt de politie op. De Sade en Roll vluchten en nemen Moemoe en Charlotte mee als gijzelaars. Tijdens hun ontsnapping rijdt Charlotte echter een papierrol omver die boven op de auto terechtkomt en beide misdadigers uitschakelt. Ze worden door de politie ingerekend. Achteraf blijkt dat Annie Bal de politie had ingelicht waar Charlotte en zij vastzaten en de commissaris hierdoor ontdekte dat het buitenhuisje eigendom van De Sade was. Hierop besloten ze meteen agenten naar de drukkerij te sturen. Charlotte en Marcel komen weer samen, maar Charlotte besluit voortaan deeltijds voor Alain Provists uitzendbureau te werken en wil ook dat iedereen voortaan in het huishouden meewerkt.

## Achtergrond
In strook 28 maakt het personage Alain Provist zijn debuut in de stripreeks.